# Phyllidia coelestis
Espèce
Phyllidia coelestis est une espèce de nudibranche de la  famille des Phyllidies.

## Distribution
Cette espèce se rencontre dans la zone tropicale Indo/Ouest-Pacifique.

## Habitat
Son habitat correspond à la zone récifale externe ainsi que les platiers jusqu'à 30 m de profondeur.

## Description
Cette espèce peut mesurer jusqu'à 6 cm.
Le corps est allongé et limaciforme.
Le manteau a une teinte de fond gris-bleu, la surface du corps est garnie de petits tubercules de la même couleur ainsi que de plus gros tubercules jaune-orangé.
La marque distinctive est constituée par deux bandes noires longitudinales sur les faces latérales du manteau ainsi qu'une bande noire médiane discontinue formant un « Y » à la suite du passage des rhinophores.
Les rhinophores sont lamellés, rétractiles et de teinte jaune-orangé identique aux tubercules.
Le dessous du pied est uniformément gris-bleu.
Cette espèce est souvent confondue avec Phyllidia varicosa, la distinction réside dans le fait que P. coelestis a trois lignes longitudinales bien distinctes, un nombre de tubercules jaune-orangé limités, et ne possède pas de ligne médiane noire sous le pied.

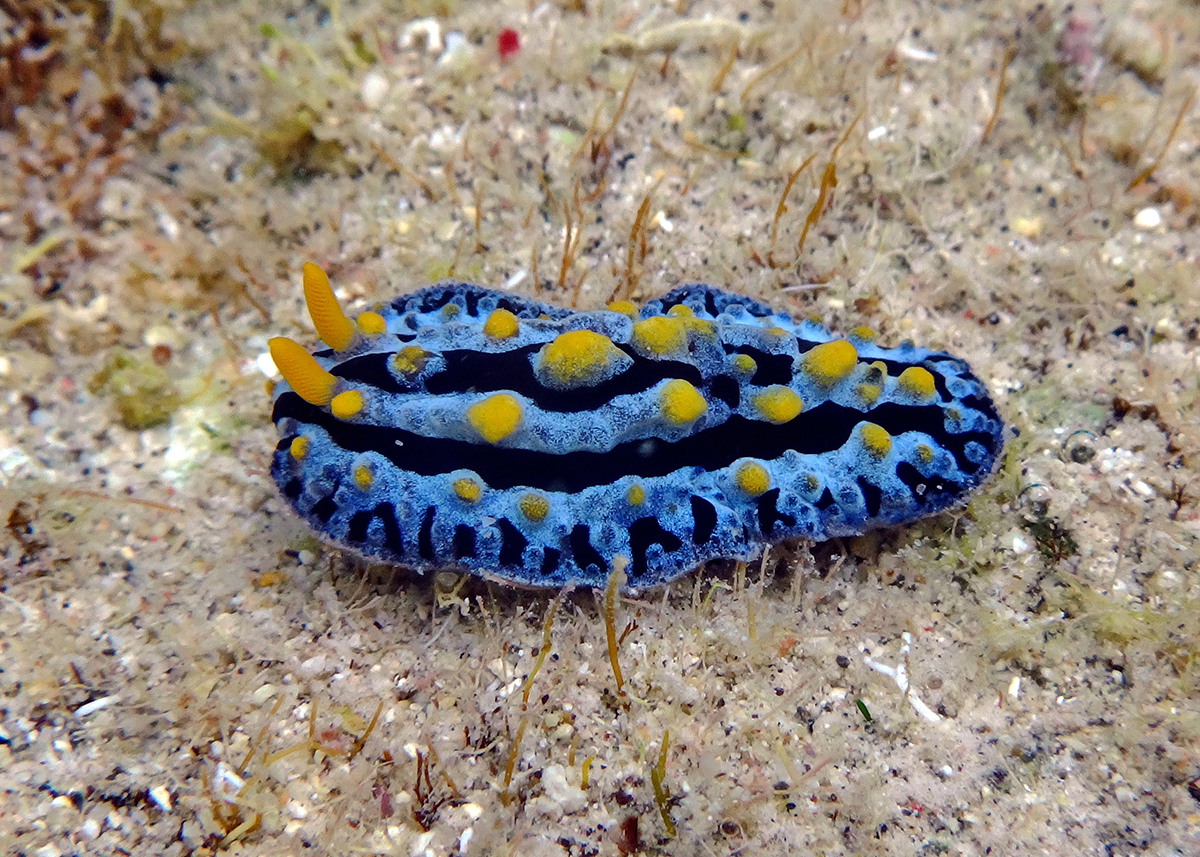
La Réunion
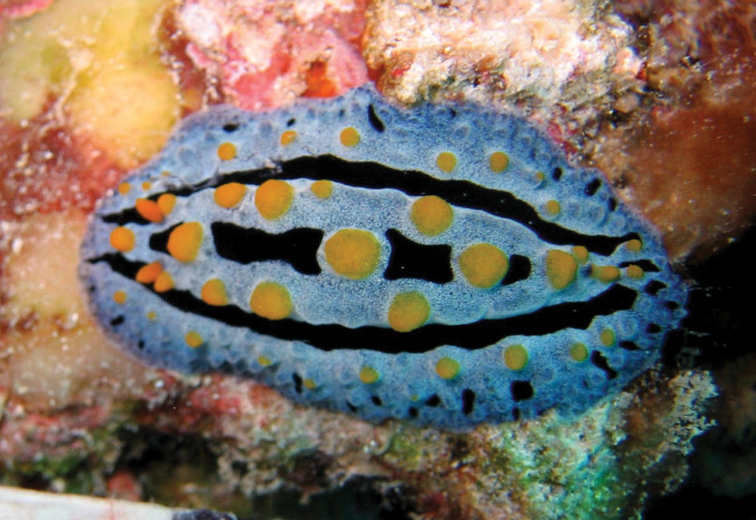
Tanzanie
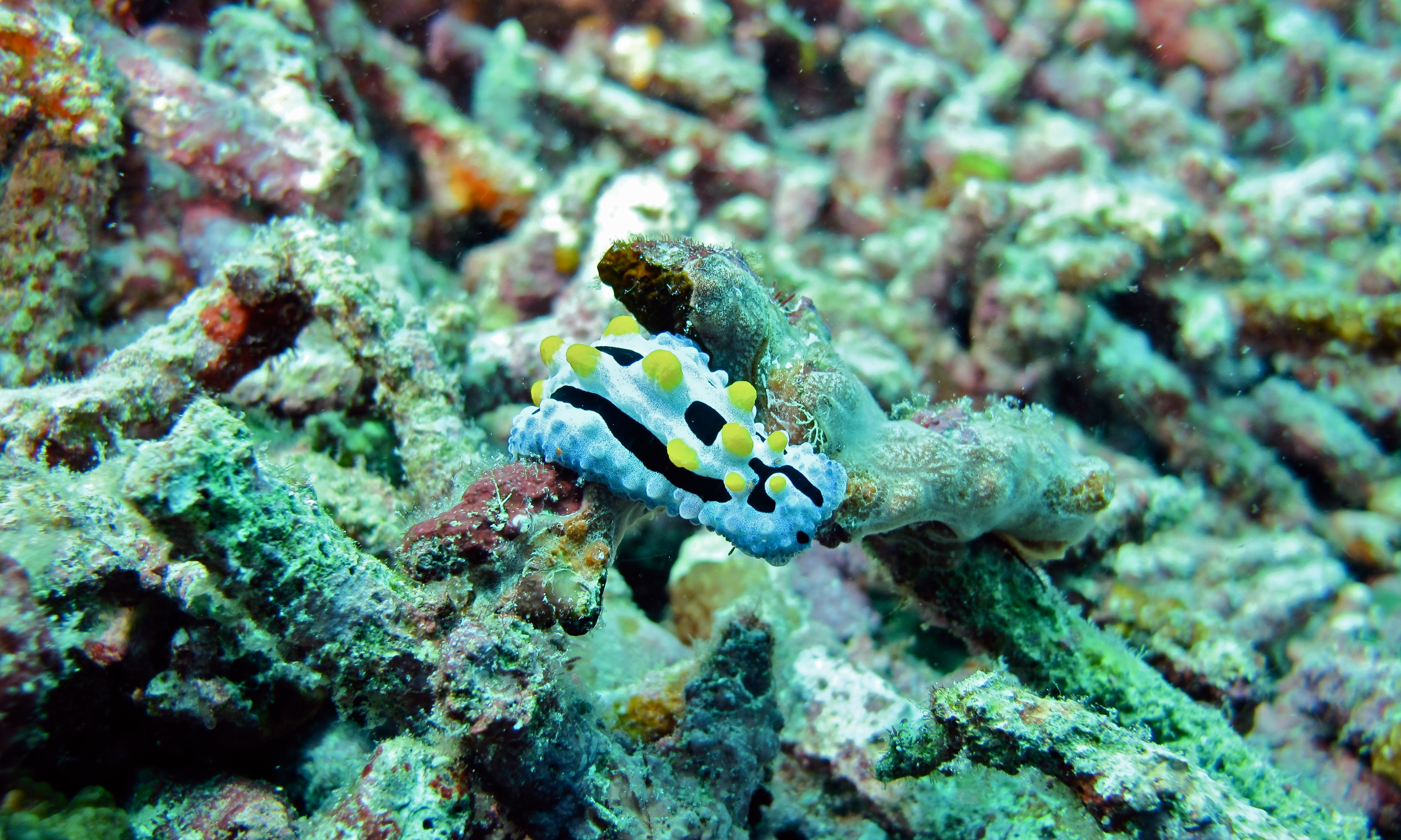
Sabah, Malaisie
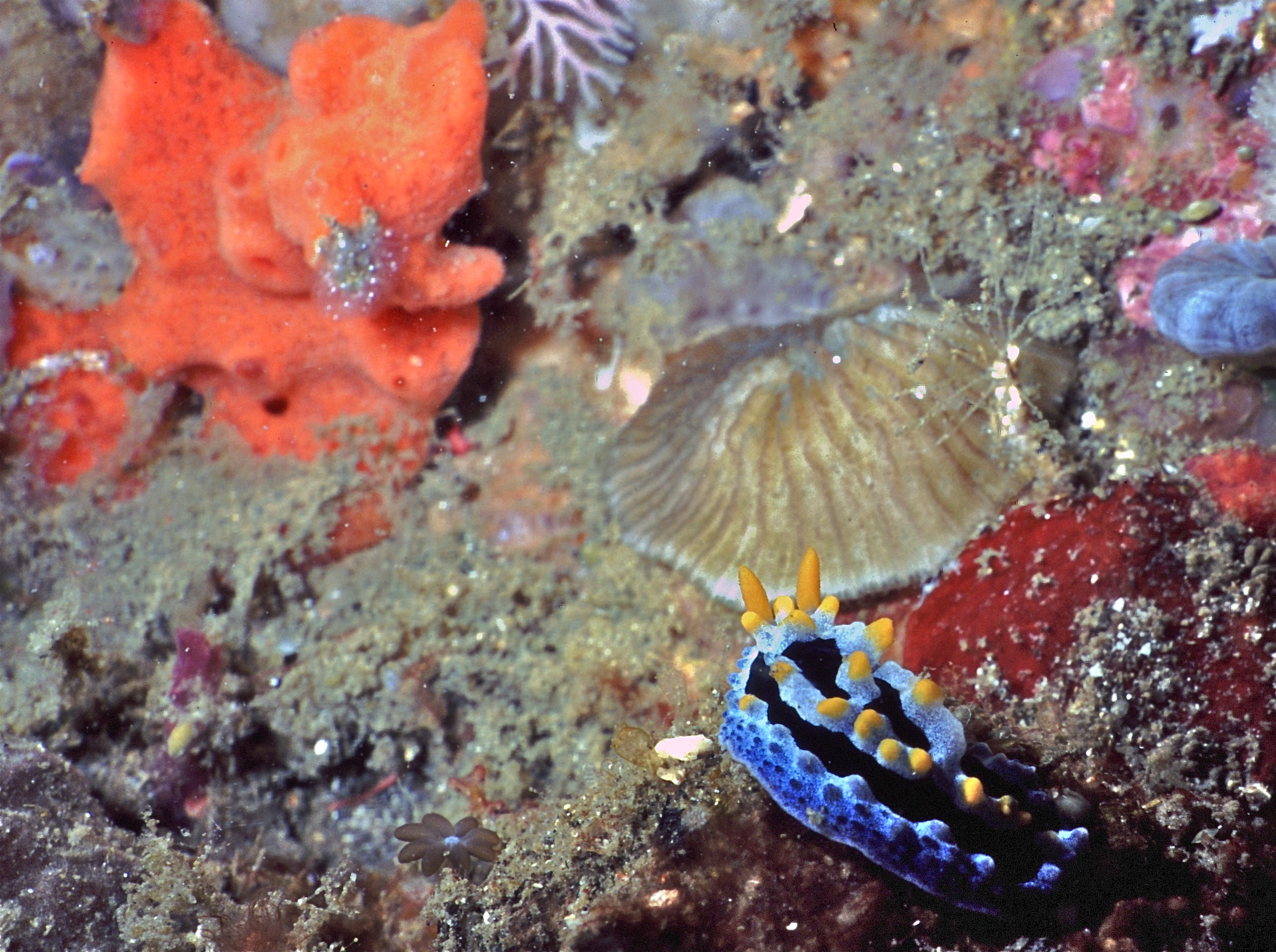
Sulawesi, Indonésie.

## Éthologie
Cette Phyllidie est benthique et diurne.

## Alimentation
Phyllidia coelestis se nourrit exclusivement d'éponges.